# Alianza Interestelar
La Alianza Interestelar es una organización interplanetaria ficticia propia de la serie de ciencia ficción Babylon 5. No es tanto un gobierno al estilo de la Federación de Viaje a las Estrellas o la República Galáctica de Star Wars, como una organización supra-gubernamental, más parecida a las actuales Naciones Unidas aunque con más poder, comparable con una confederación.

## Historia
El más inmediato predecesor de la Alianza fue el Consejo Asesor de Babilonia 5 (de forma similar a como la Sociedad de Naciones precedió a las Naciones Unidas). El Consejo Asesor de Babilonia 5 era una estructura conformada por seis miembros: el Imperio Vorlon, la Federación Minbari, la República Centauri, la Alianza Terrestre, el Régimen Narn y la Liga de Mundos No Alineados.

### Génesis y fundación
Durante la terrible Guerra de las Sombras, las diversas razas representadas en el Consejo Asesor de Babylon 5 empezaron a colaborar cada vez más estrechamente, como prueba la firma del Tratado Babylon a mediados de 2260, por el que todas se comprometían a colaborar en la defensa de la estación Babylon 5. Con el tiempo, la práctica totalidad de estas razas se organizaron en el conocido como Ejército de la Luz, que luchó en la batalla de Corianna VI.
Al terminar la guerra, y gracias sobre todo a los esfuerzos del humano John Sheridan y de la minbari Delenn, los lazos fueron estrechándose. Se permitió a los Rangers, la fuerza de élite del Ejército de la Luz fundado en el pasado por el minbari Valen para ese momento, patrullar las fronteras y prestaron apoyo oficial a la estación en su conflicto contra el gobierno de la Alianza Terrestre declarando la nulidad de los tratados firmados con la Tierra.
En enero del año 2262, poco después de la Guerra Civil Terrestre, la Liga de Mundos No Alineados y el Consejo Asesor de Babylon 5 se disolvieron a favor de la creación de la Alianza Interestelar. La Tierra se unió poco después, a cambio de tecnología para crear gravedad artificial en sus naves, y sujeta a la condición de que concediera la independencia a aquellas colonias que la quisieran, como Marte.

### Primer Año
El primer año fue bastante difícil para la Alianza. El Presidente Sheridan concedió asilo a un grupo de telépatas terrestres que huían del Cuerpo Psíquico. Estos telépatas intentaron chantajear a los embajadores de los gobiernos miembros para que les dieran un mundo propio, y el asunto acabó de forma violenta. Además, todos los miembros fueron víctimas de una serie de ataques a las rutas comerciales, y ejercieron presión sobre el presidente y su gabinete. Detrás de estos ataques estaban los drakh, usando a los centauri como chivo expiatorio a través de su regente. A pesar de que Sheridan impuso a los centauri sanciones comerciales y un bloqueo, algunos de los miembros atacaron su mundo, causando innumerables muertes y daños materiales. Como resultado de este ataque, los centauri, aun manipulados por los drakh, se separaron de la Alianza. No volverían a unirse a la alianza hasta ser liberados de los drakh en el año 2278.

### Futuro
La Alianza perdura al menos un millón de años desde su creación.
Intervino en la Guerra Telépata de la Tierra, desequilibrando definitivamente la balanza en contra del Cuerpo Psíquico, y colaboró extensamente en la búsqueda de una cura para la Plaga Drakh tras el ataque de 2267.
A pesar de estos conflictos, los primeros 100 años fueron en su mayoría pacíficos. En 2762, una facción del gobierno terrestre quiso independizarse al considerar que la Alianza Interestelar frenaba sus ansias expansionistas. Esto llevó a una nueva Guerra Civil Terrestre que arrasó el planeta y lo devolvió a un nivel tecnológico medieval durante siglos.

## Estructura
La Alianza Interestelar se estructura con dos ramas, la legislativa conformada por el Consejo de la Alianza, con un representante de cada planeta miembro, y la ejecutiva que recae en el presidente, electo por el Concejo. Desde su fundación y durante casi toda su vida, John Sheridan fue el presidente de la Alianza. 
El poder militar de la Alianza lo representan la Flota Estrella Blanca, un ejército militar común liderado por soldados caballerescos Anla'Shok. Individuos de todas las razas de la Alianza son admitidos como Anla'Shok, pero la mayoría de estos son minbari y humanos. 
La sede de la Alianza está en la ciudad de Tuzenor, en el Planeta Minbar.

## Miembros
| Raza      | Planeta                 | Gobierno                       | Sistema                  |
| --------- | ----------------------- | ------------------------------ | ------------------------ |
| Abbai     | Abba IV                 | Matriarcado Abbai              | Monarquía matriarcal     |
| Brakiri   | Brakos                  | Sindicracia Brakiri            | Corporatocracia          |
| Centauri  | Centauri Prime          | República Centauri             | Monarquía constitucional |
| Drazi     | Zabar                   | Territorio Libre Drazi         | Oligarquía guerrera      |
| Gaim      | N'Chak'Fa               | Inteligencia Gaim              | Monarquía                |
| Humanos   | Tierra y otras colonias | Alianza Terrestre              | Democracia               |
| Hyach     | Shir-shraba             | Gran Concejo de Ancianos Hyach | Gerontocracia            |
| Llort     | Vartas                  | Mi-Ma-Ti                       | Feudalismo               |
| Minbari   | Minbar                  | Federación Minbari             | Aristocracia             |
| Narn      | Narn                    | Régimen Narn                   | Feudalismo               |
| pak'ma'ra | Pak'ma                  | N/A                            | Comunitarismo            |
| Vree      | Vreetan                 | Conglomerado Ventuki           | Gremialismo              |
| Yolu      | Pa'ri                   | Ingyo                          | Teocracia                |